# Karate ai XX Giochi dei piccoli stati d'Europa
Le competizioni di karate ai XX Giochi dei piccoli stati d'Europa si sono svolte dal 27 al 28 maggio 2025 ad Andorra la Vella.

## Podi

### Uomini
| Evento | Oro             | Argento                 | Bronzo                                  |
| Kata   | Silvio Moreira  | Lucas Chaffort          | Kenan Nikočević Þórður Jökull Henrysson |
| -60kg  | Balsa Vojinovic | Andreas Gavriel         | Michele Callini                         |
| -67kg  | Jordan Sibille  | Markos Zigkas Tsangaras | Ramaz Kurtsadze                         |
| -75kg  | Lazar Jovovic   | Alex Michael            | Heorhii Denysov                         |
| -84kg  | Luke Galea      | Tiago Serra Rodrigues   | Demetris Demetriades                    |
| +84kg  | Nemanja Jovovic | Emanuele Magnelli       | Mathaios Stylianou Halil Ibrahim Koska  |

### Donne
| Evento | Oro                  | Argento         | Bronzo                        |
| Kata   | Jessica Vella        | Mila Mrakovic   | Aileen Sprenger Maria Ubiergo |
| -50kg  | Paula González       | Irene Kontou    | Non assegnato                 |
| -55kg  | Jennifer Warling     | Helena Backovic | Maria Kyprianou               |
| -61kg  | Eydis Fridriksdottir | Nada Boricic    | Anthia Stylianou              |
| -68kg  | Pola Giorgetti       | Stella Sprenger | Jovana Stojanovic             |

## Medagliere
| Pos.   | Paese         | Oro | Argento | Bronzo | Totale |
| ------ | ------------- | --- | ------- | ------ | ------ |
| 1      | Montenegro    | 3   | 3       | 2      | 8      |
| 2      | Lussemburgo   | 3   | 2       | 0      | 5      |
| 3      | Malta         | 2   | 0       | 3      | 5      |
| 4      | Andorra       | 2   | 0       | 1      | 3      |
| 5      | Islanda       | 1   | 0       | 1      | 2      |
| 6      | Cipro         | 0   | 4       | 4      | 8      |
| 7      | San Marino    | 0   | 1       | 1      | 2      |
| 7      | Liechtenstein | 0   | 1       | 1      | 2      |
| Totale | Totale        | 11  | 11      | 13     | 35     |